# Carabietta
Carabietta era una comuna suiza del cantón del Tesino, situada en el distrito de Lugano, círculo de Carona. Limitaba al norte y este con la comuna de Collina d'Oro, al sur con Lugano, y al oeste del otro lado del lago con Caslano y Magliaso. Actualmente forma parte de la comuna de Collina d'Oro.